# Maunderminimum

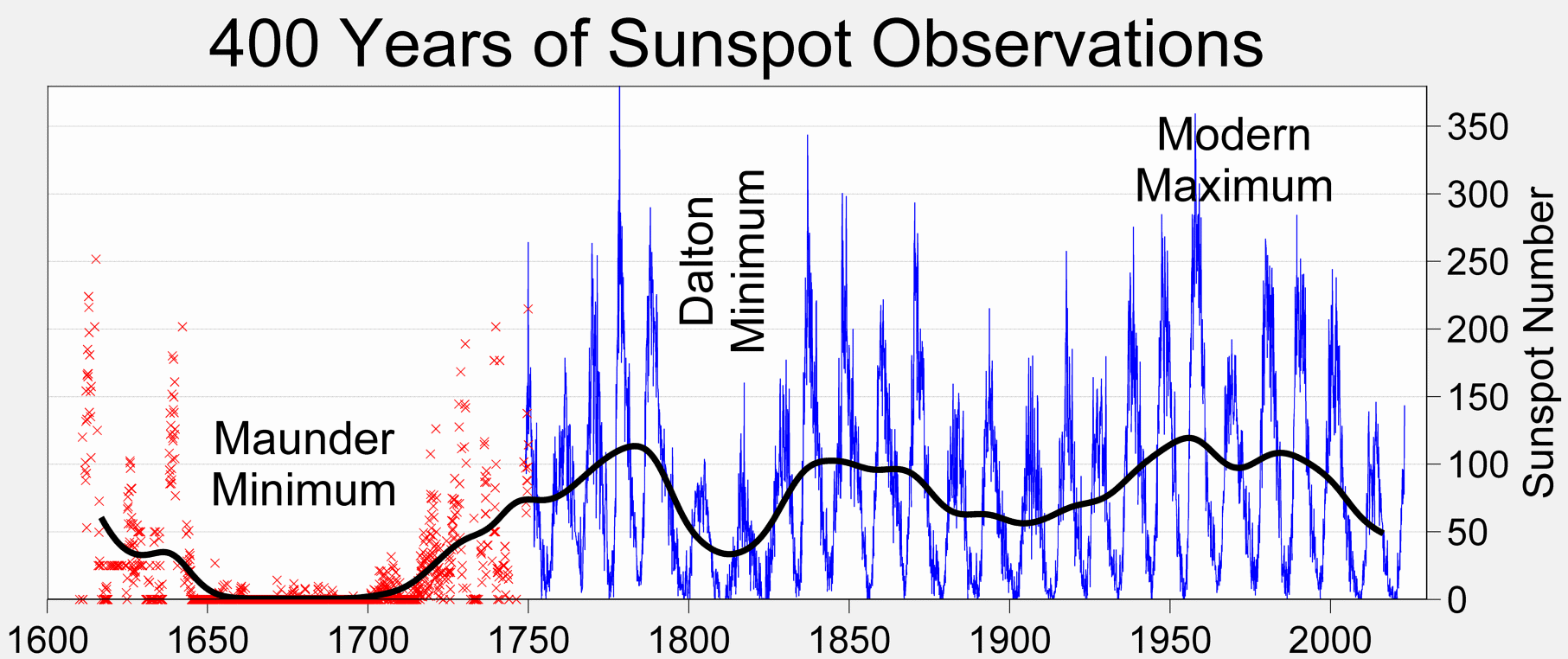
Maunderminimum visat i en 400-årig historia av solfläcksantal

Maunderminimum, även känt som "det långvariga solfläcksminimumet", var en period under 1645 till 1715 då solfläckar var mycket sällsynta. Under en 28-årsperiod (1672–1699) visade observationer på färre än 50 solfläckar. Detta står i kontrast till de typiska solfläckarna på 40 000–50 000 som setts i modern tid under ett liknande tidsspann.
Minimumet beskrevs av solastronomerna Edward Walter Maunder och hans hustru Annie Russell Maunder, som studerade hur solfläckslatituder förändrades över tiden. Två artiklar publicerades i Edward Maunders namn 1890 och 1894, där han citerade tidigare artiklar skrivna av Gustav Spörer. Eftersom Annie Maunder inte hade tagit någon universitetsexamen, orsakade den tidens begränsningar det publika erkännandet av hennes bidrag. Termen Maunderminimum populariserades av John A. Eddy, som publicerade en banbrytande artikel i Science 1976.

## Observationer av solfläckar
Maunderminimum inträffade mellan 1645 och 1715, inom den så kallade lilla istiden, när mycket få solfläckar observerades. Orsaken var inte brist på observationer under 1600-talet, Giovanni Domenico Cassini utförde ett systematiskt program av solobservationer vid Observatoire de Paris med hjälp av astronomerna Jean Picard och Philippe de La Hire. Johannes Hevelius gjorde också observationer på egen hand.
Under Maunderminimum observerade tillräckligt med solfläckar för att 11-åriga cykler skulle kunna bestämmas från räkningen. Maxima inträffade 1676–1677, 1684, 1695, 1705 och 1718. Solfläcksaktiviteten koncentrerades sedan till solens södra halvklot, med undantag för den sista cykeln när solfläckarna uppträdde på norra halvklotet. Enligt Spörers lag visar sig fläckar på höga breddgrader i början av en cykel och rör sig därefter till lägre breddgrader tills de i genomsnitt är ungefär latitud 15° vid solmaximum. Genomsnittet fortsätter sedan att driva lägre till ca 7° och efter det, medan fläckar av den gamla cykeln bleknar, börjar nya cykelfläckar dyka upp igen på höga breddgrader. Synligheten av dessa fläckar påverkas också av hastigheten på solens ytrotation på olika breddgrader:
| Sollatitud | Rotationsperiod (dygn) |
| ---------- | ---------------------- |
| 0°         | 24.7                   |
| 35°        | 26.7                   |
| 40°        | 28.0                   |
| 75°        | 33.0                   |

Synligheten påverkas något av observationer från ekliptikan. Ekliptikan lutar 7° från solens ekvatorsplan (latitud 0°).

## Lilla istiden

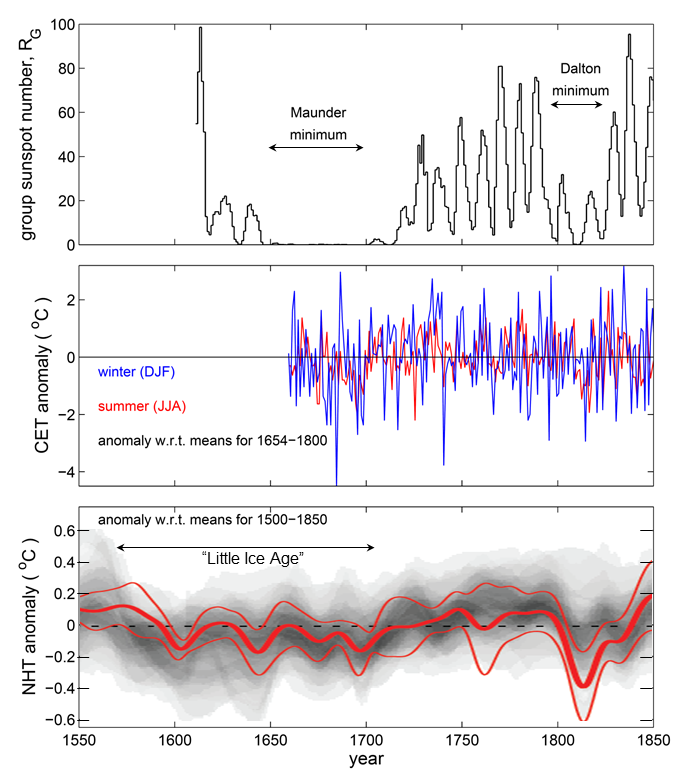
Jämförelse av observationer av gruppsolfläckar (överst), observationer av central Englandtemperatur (CET) (mitten) och rekonstruktioner och modellering av temperaturer på norra halvklotet (NHT). CET i rött är sommargenomsnitt (för juni, juli och augusti) och i blå vintergenomsnitt (för december föregående år, januari och februari). NHT i grått är fördelningen från en korg av paleoklimatrekonstruktioner (mörkare grå som visar högre sannolikhetsvärden) och i rött från modellsimuleringar som står för sol- och vulkanvariationer. Som jämförelse är avvikelsen för moderna data (efter den 31 december 1999) för sommar-CET på samma skalor +0,65 °C, för vinter-CET +1,34 °C och för NHT +1,08 °C. Solfläcksdata är kompletterande data till temperaturdata för Centrala England publicerade av UK Met Office NHT-uppgifterna beskrivs i fält TS.5, figur 1 i IPCC AR5-rapporten från arbetsgrupp 1.

Maunderminimum sammanföll ungefär med den mellersta delen av den lilla istiden, under vilken Europa och Nordamerika upplevde kallare än genomsnittliga temperaturer. Huruvida det finns ett orsakssamband utvärderas dock fortfarande. Nuvarande bästa hypotesen för orsaken till den lilla istiden är att den var resultatet av vulkanutbrott. Uppkomsten av den lilla istiden skedde också långt för början av Maunderminimum, och temperaturer på norra halvklotet under Maunderminimum var inte markant olika de föregående 80 åren, vilket tyder på att en nedgång i solaktiviteten inte var den huvudsakliga orsaken till den lilla istiden.
Korrelationen mellan låg solfläcksaktivitet och kalla vintrar i England har analyserats med hjälp av den längsta befintliga yttemperaturserien, Central England Temperature Record. En potentiell förklaring har erbjudits av observationer av NASA:s Solar Radiation and Climate Experiment, som tyder på att produktion av ultraviolett ljus av solenergi är mer varierande under solcykeln än forskarna tidigare trott. En studie från 2011 fann att låg solaktivitet var kopplad till jetströmmens beteende, som resulterade i milda vintrar på vissa platser (södra Europa och Kanada / Grönland) och kallare vintrar i andra (norra Europa och USA). I Europa är exempel på mycket kalla vintrar 1683–1684, 1694–1695, och vintern 1708–1709.